# 1211년

## 연호
- 남송(南宋) 가정(嘉定) 4년
- 금(金) 대안(大安) 3년
- 일본(日本) 조겐(承元) 5년 / 겐랴쿠(建暦) 원년
- 서하(西夏) 황건(皇建) 2년 / 광정(光定) 원년
- 리 왕조(李朝) 끼엔자(建嘉) 원년

## 기년
- 남송(南宋) 영종(寧宗) 17년
- 금(金) 위소왕(衛紹王) 3년
- 고려(高麗) 희종(熙宗) 7년
- 몽골 칭기즈 칸 6년
- 서하(西夏) 양종(襄宗) 6년 / 신종(神宗) 원년
- 리 왕조(李朝) 혜종(惠宗) 원년

## 사건
- 고려, 교정도감을 둠.
- 희종, 최충헌을 죽이려 하다가 왕의 자리에서 쫓겨나 강화도 교동으로 귀양 감. 그의 나이는 31세.
- 명종의 아들 한남공 정이 60세의 나이로 왕위에 오름.  고려 22대 국왕 강종.
- 라틴 제국과 룸 술탄국 사이에서 미안데르 강 인근에서 벌어진 안티오키아 전투에서 룸술탄국의 군대는 패하고 룸술탄국의 군주 카이쿠스로 1세는 전사하였다.